# 梁迥
梁 迥（りょう けい、928年 - 986年）は、五代後周から北宋にかけての軍人。本貫は博州聊城県。

## 経歴
若くして吏部小史となった。後周の世宗柴栄が晋王だったとき、梁迥は側近として仕えた。柴栄が即位すると、殿直に任じられた。供奉官に転じ、左蔵庫使に累進した。
宋の太祖趙匡胤が後蜀に対する征伐を決めると、梁迥は監秦州戍兵をつとめた。後蜀が平定されると、監覇州兵となり、宮苑使に転じた。北漢征伐に従軍して、帰還すると沁州兵馬部署に任じられた聶章の下で監軍をつとめた。北漢軍の侵入を受けると、梁迥は閻彦進とともに軍を率いて北漢軍を撃退し、功績により東上閤門使に転じた。開宝5年（972年）、広南道兵馬都監となり、諸州巡検を兼ねた。
開宝8年（975年）、南唐に対する使者をつとめた。南唐からの過剰な接待を受け、連日の宴会を楽しんで帰国をしぶったため、人々の笑いの種になった。趙匡胤が南唐に対する遠征を決めると、梁迥は潘美や劉遇とともに先に荊南に進軍し、護行営歩兵・左廂戦棹として南唐軍と采石で戦った。南唐が平定されると、功績により順州団練使となった。
開宝9年（976年）、太宗が即位すると、梁迥は判四方館事となり、禁軍を率いて沢州に駐屯した。太平興国3年（978年）、呉越の銭弘俶が入朝するにあたって、梁迥は淮州・泗州まで迎えに出て慰労した。夏、汴水が決壊すると、梁迥は畿内の丁男3000人を動員して決壊箇所を塞いだ。太平興国4年（979年）、宋軍が北漢を征討すると、梁迥は行営前軍馬歩軍都監として太原城を攻撃し、流れ矢4本を身に受けながら奮戦した。北漢が平定されると、孟玄喆（孟昶の子）や崔翰とともに定州に駐屯し、功績により引進使となった。
太平興国5年（980年）、潘美とともに并州の三交に築城した。太平興国7年（982年）、李継遷が宋の西北辺境をおびやかすと、梁迥は軍を率いて銀州・夏州の防備にあたった。太平興国8年（983年）、召還されて唐州防禦使に任じられた。
雍熙2年（985年）、李継遷が都巡検使の曹光実を誘殺すると、宋の西北辺境はにわかに騒がしくなった。梁迥は召還されて銀夏都巡検使に任じられ、再び銀州・夏州に駐屯した。
雍熙3年（986年）夏、銀州の官舎で死去した。享年は59。
子に梁廷翰があった。

## 伝記資料
- 『宋史』巻274 列伝第33